# Pyrilia barrabandi
El lorito carinaranja (Pyrilia barrabandi) es una especie de ave sudamericana de la familia de los loros (Psittacidae) que puebla las selvas de Colombia, Brasil, Bolivia, Venezuela, Ecuador y Perú.